# Bolsa de Fráncfort
La Bolsa de Fráncfort (en alemán: Frankfurter Wertpapierbörse - FWB) es una bolsa de valores definida como mercado secundario oficial, destinado a la negociación en exclusiva de las acciones y valores convertibles o que otorguen derecho de adquisición o suscripción, situada en Fráncfort del Meno, Alemania. El índice de referencia es el DAX. Las órdenes en el mercado alemán se contratan a través de un sistema de órdenes de negociación continua denominado XETRA.

## Datos
- Establecimiento oficial: 1585
- Movimiento comercial 2005: 3.800 MM€
- Índice general: DAX (Deutscher Aktienindex)
- Empresario: Deutsche Börse AG

## Informaciones generales
En la bolsa de valores de Fráncfort se han movido unos 3.300 mil millones de euros en el año 2018. La cantidad total se compone de 2600 mil millones de euros en acciones y fondos comerciados en la bolsa y unos 709 mil millones de euros en rentas. De las acciones alemanas (993 mil millones de euros) se negocian un 97% en la bolsa de Fráncfort y en XETRA, el sistema de comercio electrónico de la bolsa alemana.
Fráncfort tiene la bolsa más importante de Alemania. Con un volumen total de contratación de 5.200 mil millones de euros (2000), la bolsa de valores de Fráncfort consolida su posición como la tercera en el mundo después del New York Stock Exchange y el Nasdaq.
En la "Bolsa Antigua" se realiza todavía el mercado bursátil, el llamado "Parqué". Pero dentro de poco tiempo eso se acabará, porque en el marco de la globalización y el comercio por Internet, ganando más importancia día a día, en el futuro todo el comercio se realizará por el sistema informática XETRA. Sus ventajas principales son la realización perfecta, el tiempo de respuesta rapidísimo, mercados flexibles y la internacionalización del comercio.
Por su cúpula de 43 metros de altura la bolsa de Fráncfort se llama también la catedral de los capitalistas. Delante del edificio construido entre 1874 y 49 se encuentra el monumento de la bolsa: el toro (tendencia alcista) y el oso (tendencia bajista), animales utilizados por su forma de atacar.

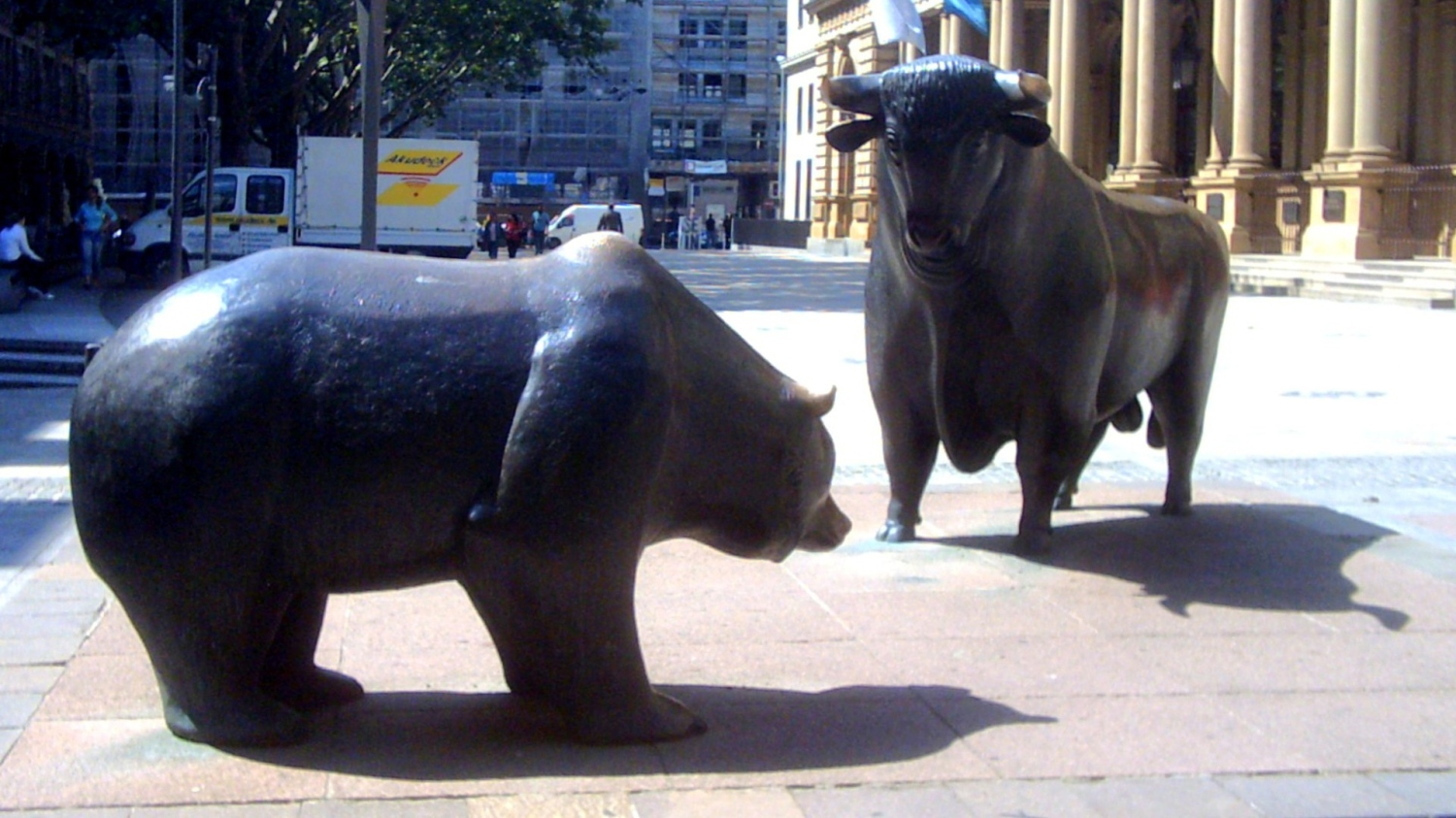
El toro y el oso, símbolos de las tendencias de mercado.

## Historia
La bolsa de valores de Fráncfort tiene sus raíces en el privilegio de celebrar una vez al año un encuentro de otoño, una llamada "Messe" (inglés: fair; es algo como una exhibición), concedido por Luis IV de Baviera en el siglo XIV.
En los principios del siglo XVI Fráncfort había ganado mucha riqueza y se podía establecer como centro del comercio al por mayor y de los negocios bancarios. Para solucionar la falta de organización y el caos que había en el comercio de dinero se estableció la bolsa de valores de Fráncfort en 1585.
A partir de la reforma de bolsa durante la Alemania Nazi en 1935 la importancia de la bolsa de Fráncfort aumentó rápidamente. El fin de la Segunda Guerra Mundial y la división de Alemania fueron los acontecimientos decisivos para la evolución a la bolsa más importante de Alemania. Desde entonces inversores nacionales e internacionales llegaron a Fráncfort del Meno convirtiendo a la ciudad en sede del Banco Central Europeo y de los principales institutos financieros alemanes.

## El DAX
El índice DAX o Xetra DAX es el índice de referencia de la Bolsa de Fráncfort. Es el índice más conocido de la Bolsa alemana. Su cálculo consiste en una media aritmética ponderada por capitalización, e incluye los 30 principales valores cotizados en ese mercado de valores, seleccionados por capitalización y contratación. Ningún valor puede tener un peso superior al 20%. Su composición se revisa anualmente en el mes de septiembre. Se calcula comenzando a las 9 a. m. y el cierre se produce tras la subasta de cierre de precios del Xetra, que empieza a las 5:30 p. m. El cálculo se realiza cada minuto durante la sesión, tomando los precios del sistema de trading Xetra. Tiene base 1000 puntos a partir de 31 de septiembre de 1987. Desde el 18 de junio de 1999 solo se toman para calcular el DAX aquellas empresas cotizadas en el XETRA.
| Empresa                | Industria                        | Símbolo | Ponderación en el DAX (%) |
| ---------------------- | -------------------------------- | ------- | ------------------------- |
| Adidas                 | Empresa textil y de calzado      | ADS     | 4.86                      |
| Allianz                | Aseguradora                      | ALV     | 7.93                      |
| BASF                   | Industria química                | BAS     | 5.30                      |
| Bayer                  | Industria química y farmacéutica | BAY     | 6.96                      |
| Beiersdorf             | Bienes de consumo                | BEI     | 1.25                      |
| BMW                    | Industria automotriz             | BMW     | 1.87                      |
| Continental            | Neumáticos                       | CON     | 0.88                      |
| Covestro               | Industria química                | 1COV    | 0.59                      |
| Daimler                | Industria automotriz             | DAI     | 2.69                      |
| Deutsche Bank          | Banca                            | DBK     | 1.61                      |
| Deutsche Börse         | Finanzas                         | DB1     | 2.62                      |
| Deutsche Lufthansa     | Aerolíneas                       | LHA     | 0.62                      |
| Deutsche Post          | Compañía de correos              | DPW     | 2.87                      |
| Deutsche Telekom       | Telecomunicaciones               | DTE     | 5.51                      |
| E.ON                   | Servicios públicos               | EOA     | 2.58                      |
| Fresenius              | Asistencia sanitaria             | FRE3    | 1.65                      |
| Fresenius Medical Care | Asistencia sanitaria             | FME     | 1.63                      |
| HeidelbergCement       | Materiales de construcción       | HEI     | 0.70                      |
| Henkel                 | Bienes de consumo                | HEN3    | 1.71                      |
| Infineon               | Fabricante de semiconductores    | IFX     | 2.05                      |
| Linde                  | Fabricante de gas industrial     | LIN     | 11.10                     |
| Merck                  | Industria química y farmacéutica | MRK     | 1.56                      |
| MTU Aero Engines       | Aerolíneas                       | MTX     | 0.97                      |
| Münchener Rück         | Compañía de reaseguros           | MUV2    | 3.13                      |
| RWE                    | Servicios públicos               | RWE     | 1.79                      |
| SAP                    | Software                         | SAP     | 11.26                     |
| Siemens                | Tecnología                       | SIE     | 7.48                      |
| Volkswagen Group       | Industria automotriz             | VOW     | 2.43                      |
| Vonovia                | Inmuebles                        | VNA     | 3.01                      |
| Wirecard               | Servicios financieros            | WDI     | 1.41                      |